# Un hombre solo
Un hombre solo è un album in studio del cantante spagnolo Julio Iglesias, pubblicato nel 1987.

## Tracce
1. Lo mejor de tu vida – 4:17 (Manuel Alejandro, Marian Beigbeder)
2. Todo el amor que te hace falta – 5:20 (Manuel Alejandro, Ana Magdalena)
3. Intentando otra vez enamorarte – 3:32 (Manuel Alejandro, Sandra Beigbeder)
4. Procura hablarle tu – 3:48 (Manuel Alejandro, Marian Beigbeder)
5. Que no se rompa la noche – 4:26 (Manuel Alejandro, Ana Magdalena)
6. Un hombre solo – 3:52 (Manuel Alejandro, Marian Beigbeder)
7. Te voy a dejar de querer – 4:55 (Manuel Alejandro, Ana Magdalena)
8. Evadiéndome – 3:50 (Manuel Alejandro, Sandra Beigbeder)
9. Alguien – 3:27 (Manuel Alejandro, Marian Beigbeder)
10. El mar que llevo dentro – 1:44 (Manuel Alejandro, Sandra Beigbeder)